# Madagaskars flagga
Madagaskars flagga är tredelad med två band i färgerna rött och grönt, samt ett vertikalt band i vitt. Flaggan antogs av Madagaskar den 14 oktober 1958. Vart och ett av de tre fälten har proportionerna 1:2, vilket gör att flaggan som helhet har proportionerna 2:3.

## Symbolik
Färgerna rött och vitt associeras med kungadömet Merina som härskade över ön från 1790-talet fram tills att ön blev en fransk koloni 1896. En stor del av Madagaskars befolkning var ursprungligen invandrare från Sydostasien, och de traditionella röd-vita flaggorna från det området (se Indonesiens flagga) har troligen påverkat färgvalet när Merinarikets flagga skapades. Grönt står för hova, ett av de tre stånden i det strikt hierarkiska samhället under Merina-tiden.
Enligt en modernare tolkning står den vita färgen för renhet och risodlingarna, men också för den traditionella kvinnodräkten lamba. Rött står för jorden, leran som täcker byggnadernas väggar och för de dräkter som bars av gamla tiders kungar. Rött symboliserar även blodet från vattenbufflar som offrats för de dödas återkomst. Grönt representerar nationalsymbolen Ravenala madagascariensis (De resandes träd).

## Historik
Flaggan skapades två år före självständigheten 1960 och antogs vid införandet av självstyre, i samband med en folkomröstning om landets framtid och ställningen inom det franska samväldet.